# Ривань (Преко)
Ривань (хорв. Rivanj) — населений пункт у Хорватії, в Задарській жупанії у складі громади Преко.

## Населення
Населення за даними перепису 2011 року становило 31 осіб.
Динаміка чисельності населення поселення:

## Клімат
Середня річна температура становить 15,50 °C, середня максимальна – 26,28 °C, а середня мінімальна – 3,76 °C. Середня річна кількість опадів – 853 мм.
| Клімат поселення                              | Клімат поселення | Клімат поселення | Клімат поселення | Клімат поселення | Клімат поселення | Клімат поселення | Клімат поселення | Клімат поселення | Клімат поселення | Клімат поселення | Клімат поселення | Клімат поселення | Клімат поселення |
| Показник                                      | Січ.             | Лют.             | Бер.             | Квіт.            | Трав.            | Черв.            | Лип.             | Серп.            | Вер.             | Жовт.            | Лист.            | Груд.            |                  |
| Середній максимум, °C                         | 12,68            | 12,58            | 14,04            | 17,24            | 22,23            | 26,28            | 26,28            | 26,02            | 21,89            | 18,75            | 14,78            | 11,56            |                  |
| Середня температура, °C                       | 8,29             | 8,18             | 9,64             | 12,85            | 17,84            | 21,89            | 24,30            | 24,03            | 19,92            | 16,76            | 12,79            | 9,59             |                  |
| Середній мінімум, °C                          | 3,90             | 3,76             | 5,26             | 8,45             | 13,45            | 17,49            | 22,32            | 22,03            | 17,93            | 14,77            | 10,82            | 7,60             |                  |
| Норма опадів, мм                              | 73               | 60               | 62               | 66               | 62               | 53               | 30               | 50               | 97               | 105              | 103              | 92               |                  |
| Середньомісячна швидкість вітру, м/с          | 3.00             | 3.11             | 3.29             | 3.10             | 2.70             | 2.50             | 2.50             | 2.40             | 2.63             | 2.80             | 3.40             | 3.26             |                  |
| Середньомісячна сонячна радіація, кДж/м²·день | 4966             | 7813             | 11460            | 16338            | 20690            | 22873            | 24584            | 21177            | 15590            | 10012            | 5420             | 4239             |                  |
| --------------------------------------------- | ---------------- | ---------------- | ---------------- | ---------------- | ---------------- | ---------------- | ---------------- | ---------------- | ---------------- | ---------------- | ---------------- | ---------------- | ---------------- |
| Джерело:                                      |                  |                  |                  |                  |                  |                  |                  |                  |                  |                  |                  |                  |                  |